# Marc Fulvi Nobílior (conspirador)
Marc Fulvi Nobílior (en llatí Marcus Fulvius Nobilior) va ser un dels conspiradors amb Catilina l'any 63 aC. Formava part de la gens Fúlvia, i era de la família dels Nobílior.
L'historiador Sal·lusti el menciona. Probablement és el mateix Marc Fulvi Nobílior que va ser condemnat l'any 54 aC per un crim o delicte que no es menciona.